# La Fontenelle (Ille-et-Vilaine)
La Fontenelle korábbi község Franciaországban, Ille-et-Vilaine megyében. Lakosainak száma 542 fő (2018. január 1.). La Fontenelle Antrain, Bazouges-la-Pérouse, Sougéal, Tremblay és Vieux-Viel községekkel határos.
2019. január 1-jén három másik korábbi községgel egyesült és az így létrejött Val-Couesnon új község része lett.

## Népesség
A település népességének változása:
| Lakosok száma | 699  | 632  | 545  | 514  | 527  | 543  | 547  | 554  | 542  | 542  |
|               | 1968 | 1975 | 1982 | 1999 | 2006 | 2011 | 2013 | 2016 | 2017 | 2018 |